# Narváez (Tarija)
Narváez ist eine Ortschaft im Departamento Tarija im südamerikanischen Andenstaat Bolivien.

## Lage
Narváez liegt in der Provinz Burnet O’Connor und ist zentraler Ort des Kanton Narváez im Municipio Entre Ríos. Narváez liegt auf einer Höhe von 1722 m am rechten, westlichen Ufer des Río Narváez, der hier in südlicher Richtung fließt. Der Subkanton Narváez besteht aus den drei Ortsteilen Narváez (113 Einwohner), Zona La Villa (217 Einwohner) und Comunidad Narváez Centro (177 Einwohner).

## Geographie
Narváez liegt günstig zwischen den verschiedenen Klimazonen des Landes, am Rande der Anden in einer Höhe von rund 2000 m, so dass meist mildes und angenehmes Wetter herrscht (siehe Klimadiagramm Tarija). In der Regenzeit zwischen Dezember und Februar (Sommermonate) kommt es häufig zu wolkenbruchartigen Gewittern. Der Rest des Jahres ist ausgesprochen niederschlagsarm.

## Verkehrsnetz
Narváez liegt in einer Entfernung von 74 Straßenkilometern östlich von Tarija, der Hauptstadt des Departamentos.
Durch Tarija verläuft in Nord-Süd-Richtung die Nationalstraße Ruta 1, die das bolivianische Hochland von Norden nach Süden durchquert und von Desaguadero an der Grenze zu Peru über die Metropolen El Alto, Oruro und Potosí nach Tarija führt, und von dort weiter nach Bermejo an der Grenze zu Argentinien.
Acht Kilometer südöstlich des Stadtzentrums von Tarija zweigt die Nationalstraße Ruta 11 in östlicher Richtung von der Ruta 1 ab und führt über Junacas Sur und Canaletas nach Entre Ríos und weiter über Palos Blancos, Villamontes und Ibibobo nach Cañada Oruro an der Grenze zu Paraguay.
In Canaletas zweigt eine Nebenstrecke in nördlicher Richtung zu den Ortschaften Narváez und San Diego Norte ab.

## Bevölkerung
Die Einwohnerzahl der Ortschaft ist in dem Jahrzehnt zwischen den beiden letzten Volkszählungen um fast ein Drittel angestiegen:
| Jahr | Einwohner         | Quelle       |
| ---- | ----------------- | ------------ |
| 1992 | keine Detaildaten | Volkszählung |
| 2001 | 389               | Volkszählung |
| 2012 | 507               | Volkszählung |
| 2024 |                   | Volkszählung |

Die Region um Entre Ríos herum ist heute noch eines der Kerngebiete des Guaraní-Volkes, das seit Jahrtausenden das Paraná-Becken besiedelt.